# Ski nordique handisport
 (janvier 2015).
Si vous disposez d'ouvrages ou d'articles de référence ou si vous connaissez des sites web de qualité traitant du thème abordé ici, merci de compléter l'article en donnant les références utiles à sa vérifiabilité et en les liant à la section « Notes et références ».
Le ski nordique handisport est un sport dérivé du ski nordique qui est pratiqué par des personnes porteuses de handicap.

## Règles
Le ski nordique handisport respecte les règles établies par la Fédération internationale de ski, adaptées pour tenir compte du handicap des sportifs. Par exemple, les distances à parcourir sont réduites par rapport au ski nordique classique.
Le ski nordique comprend deux disciplines : le ski de fond et le biathlon (ski de fond et tir). Le ski nordique peut se pratiquer debout ou assis sur un siège adapté : la luge nordique est constituée d'un ensemble coque-châssis fixé sur un ski et est propulsée à l'aide de deux bâtons. Les déficients visuels ont la permission de skier à côté ou derrière un sportif voyant qui leur sert de guide par la voix.

Au ski de fond, les épreuves disputées sont des relais et des épreuves individuelles, en technique libre ou classique.

Au biathlon, les athlètes doivent parcourir 7,5 km en technique libre et s'arrêter le long du parcours pour tirer sur une cible située à dix mètres. Les déficients visuels utilisent des carabines possédant un système sonore dont l'intensité varie avec l'angle de tir.
Le ski nordique est aussi apprécié comme activité de loisir et d'évasion par les skieurs porteurs de handicap.

## Classification des handicaps
Les athlètes sont classés en catégories selon leur handicap. Les porteurs de handicap qui peuvent participer aux épreuves de ski nordique sont :
- Les déficients visuels
- Les personnes handicapées qui skient debout (par exemple les sportifs amputés)
- Les personnes handicapées qui skient assis

Les déficients visuels sont classés en trois catégories :
- les athlètes aveugles sont dans la catégorie B1.
- les athlètes mal-voyants ayant une acuité visuelle de 6/24 maximum et/ou un champ visuel de moins de 5 degrés sont dans la catégorie B2.
- les athlètes mal-voyants ayant une acuité visuelle comprise entre 2/60 et 6/12 et/ou un champ visuel compris entre 5 et 20 degrés sont dans la catégorie B3.

## Compétition
Le ski nordique est un sport paralympique. Le ski de fond est apparu avant le biathlon.
Les skieurs peuvent également participer au championnat du monde de ski alpin handisport.